# Vizcondado de Morera
El vizcondado de Morera es un título nobiliario español creado por el rey Alfonso XIII en favor de José Pastor y Rodríguez, cónsul de Chile en Valencia, mediante real decreto del 19 de julio de 1915 y despacho expedido el 31 de diciembre del mismo año.

## Vizcondes de Morera
|                           | Titular                      | Periodo                   |
| Creación por Alfonso XIII | Creación por Alfonso XIII    | Creación por Alfonso XIII |
| ------------------------- | ---------------------------- | ------------------------- |
| I                         | José Pastor y Rodríguez      | 1915-1930                 |
| II                        | José Pastor y Mayer          | 1935-¿?                   |
| III                       | Augusto María Pastor y Jofré | 1923-2008                 |
| Vacante                   |                              |                           |

## Historia de los vizcondes de Morera
- José Pastor y Rodríguez, Montó y Torregrosa (Granada, 8 de diciembre de 1850-Santiago de Chile, 8 de enero de 1930), I vizconde de Morera.[1]

Casó con Valentina Mayer. En 1935 sucedió, autorizado por la Diputación de la Grandeza, su hijo:
- José Pastor y Mayer (n. Santiago de Chile, 1899), II vizconde de Morera.

Casó con Adelaida Jofré y Belda. El 4 de mayo de 1956, tras solicitud cursada el 26 de octubre de 1949 (BOE del 2 de noviembre) y convalidación, por decreto del 11 de mayo de 1951 (BOE del día 23), de la sucesión concedida por la Diputación, le sucedió su hijo:
- Augusto María Pastor y Jofré (m. 2008), III vizconde de Morera.[3]

Casó con María de la Concepción Jullian Pastor.
Actualmente, se encuentra vacante por fallecimiento del último titular. Su hijo, Gustavo Augusto Pastor Jullian, solicitó la sucesión mediante petición cursada el 2 de julio de 2010 y publicada en el BOE del 23 de septiembre del mismo año.